# Candace Cameron Bure
Candace Cameron Bure (született Candace Helaine Cameron) (Panorama City, Los Angeles, Kalifornia, 1976. április 6. –) amerikai színésznő, producer, író és talkshow-műsorvezető. Legismertebb szerepe D.J. (Donna Joe) Tanner a Bír-lak–ból (Full House), amelynek folytatása a Fuller House, amiben szintén főszereplő D.J. Taner-Fuller–ként. Ismert még a Hallmark Channel-lel folytatott munkájáról, főszereplője a Hallmark Channel regénysorozatának, az Aurora Teagarden-nek.
2014-ben versenyző volt a Tánc a csillagokkal 18. évadjában. Végül 3. helyezést ért el.
Szerepelt a Summer van Horne című filmben és a Make It Or Break It-ben is.
Van egy testvér bátyja Kirk Cameron, aki szintén színész. Az ő legismertebb szerepe a Growing Pains. Kirk is szerepelt a Bír-lak egyik részében is, D.J. unokatestvéreként. Kirk 2015–2016 között a The View napi televíziós beszélgetős műsor társigazgatója volt.

## Fiatalkora
Candace Helaine Cameron 1976. április 6-án született Californiaban, Los Angelesben, Panorama Cityben. Szülei Robert és Barbara Cameron.

## Karrierje
Candace kisebb-nagyobb vendégszerepekkel kezdett, mint pl. St. Elsewhere; Growing Pains; Who the Boss.
A Small Wonder-ben már nagyobb szerepet kapott. Ennek forgatása során összebarátkozott a főszereplőt alakító Tiffany Brissette-tel.
A Punky Brewster című sitcom-ban egy Jennifer Bates nevű kislányt játszott, akit elrabolt a saját apja.
1987-ben Eric Stoltz legfiatalabb nővéreként szerepelt a Valami kis szerelem című tini komédiaban.
Candace karrierje legszembetűnőbb szerepét 1987-ben kapta meg a Bír-lak (Full house) című sitcomban, ami nem más volt, mint a legidősebb Tanner lány, Donna Joe "D.J." Tanner. A hosszú távú sorozat 1995-ben fejeződött be és Candace végig főszereplő volt benne D.J.-ként.
A Tanner házban tartózkodása közben, szerepelt egyéb tv filmekben is, mint például a No One Would Tell-ben, amiben egy megbántalmazott tinit, Stacy Collins-t játssza, továbbá a She Cried No-ban ő volt Melissa Connel, a folyton randizó tini; a NightScream-ben, ami egy izgalmas kalandfilm, amiben két szerepe is van: először Drew Summers-t, később pedig Laura Fairgate-et alakította; a Hogyan töltöttem a nyaram című kalandkomédiában ő volt Amber Lewis. Ebben a filmben egyébként együtt szerepelt Jennifer Anistonnal.
Vendégszereplő volt a Real Mature-ben és a Bill Nye The Science Guy c. sorozat Candace the Science Gal című epizódjában. Megjelent még az Életem a kabaré című filmben is, melyben olyan nagy nevekkel játszhatott együtt mint: Tom Hanks, Sally Field, John Goodman, Damon Wayans és Taylor Negron.
1992-ben az Irány a nagyi-ban is kapott vendég szerepet: ő volt a film végén a lottó sorsoláson az egyik néző.
1990-ben meghívták Bír-lak-os társszereplőjével Dave Coulier-vel a Nickelodeon Kid's Choice Awards díjátadóra, majd 1994-ben ismét, így ő lett az első akit kétszer, vagy többször hívtak meg a Kid's Choice Awards-ra.

## Könyve
Candace négy könyvet írt: Reshaping It All: Motivation for Physical and Spiritual Fitness, amelyet 2011 januárjában publikáltak, és amely a New York Times bestsellere volt; Balancing It All: My Story of Juggling Priorities and Purpose 2014 januárjában jelent meg; Dancing Through Life: Steps of Courage and Conviction, megjelent 2015. augusztusban; és a Kind is the New Classy: The Power of Living Graciously, 2018 áprilisában jelent meg.

## Magánélete
Candace 1996. június 22-én feleségül ment az orosz NHL jégkorong játékosához, Valeri Bure-hoz. A párt először egy jótékonysági jégkorong-játékon mutatta be egymásnak a Bír-lak másik sztárja, Dave Coulier. Három gyermekük van: egy lányuk, Natasha (1998) és két fiuk (2000 és 2002). Lánya, Natasha 18 évesen részt vett a The Voice 11. évadában. Bure konzervatív republikánus. 12 éves korában megkeresztelkedett, hitét pedig a házasságában összetartó erőnek érzi.
2016-ban elárulta, hogy a húszas évei elején bulimia nervosában szenvedett.
Sógóra, Pavel Bure szintén hokijátékos, 1987-2003-ig volt aktív.

## Filmográfia

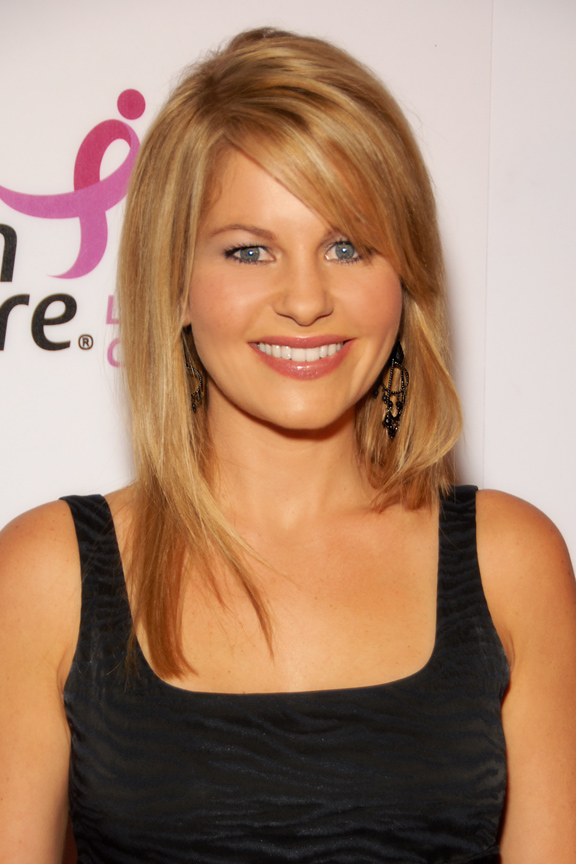
Candace Cameron Bure

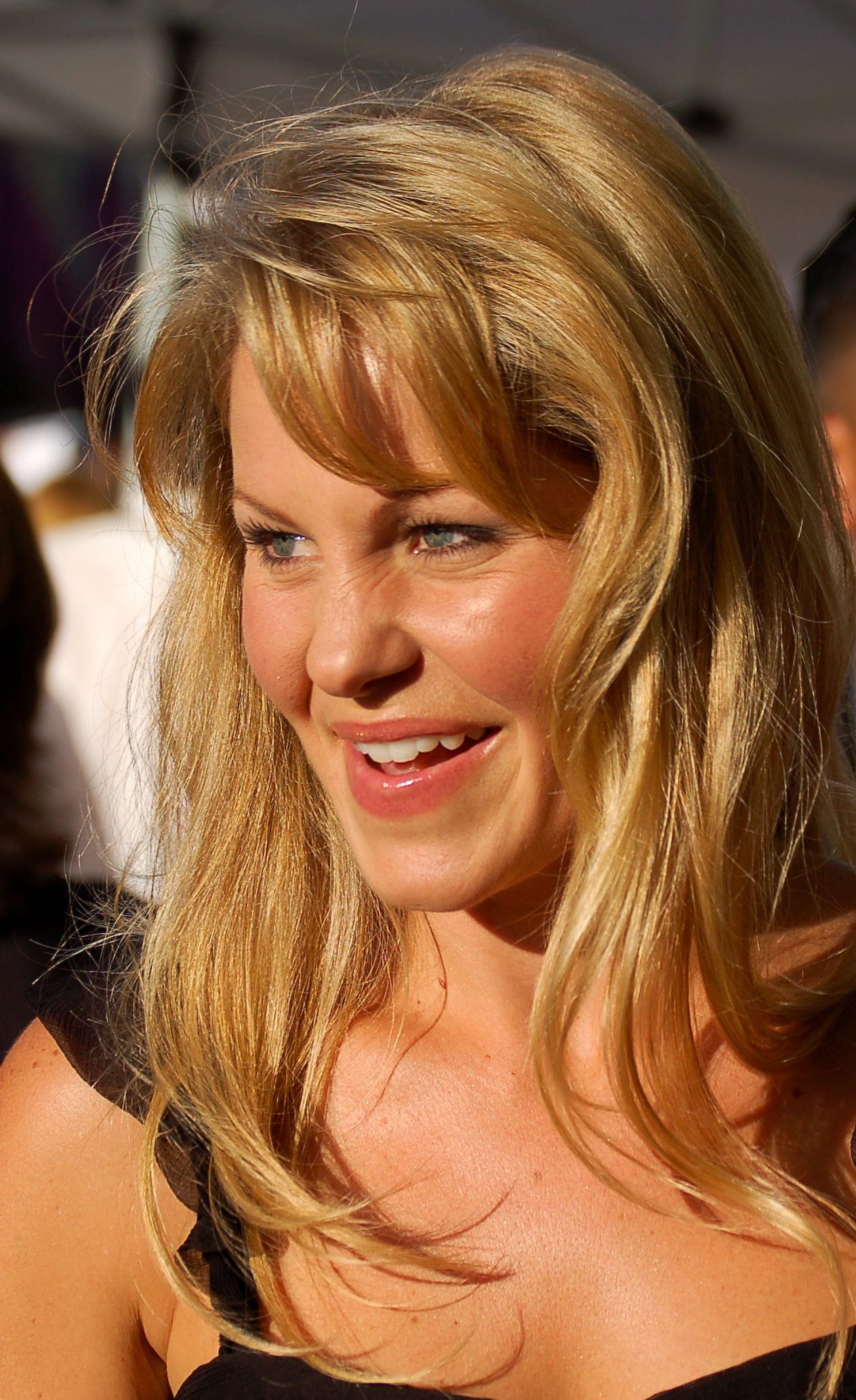
Candace Cameron Bure

| Évszám    | Film/Sorozat                                            | Szerep                         |
| --------- | ------------------------------------------------------- | ------------------------------ |
| 1982-1984 | Egy kórház magánélete                                   | Megan White                    |
| 1984      | T. J. Hooker                                            | Tina                           |
| 1985      | Punky Brewster                                          | Julie Whitney / Jennifer Bates |
| 1986-1987 | The Disney Sunday Movie                                 | Julie / Samantha               |
| 1987      | Ki a főnök                                              | Young Mona                     |
| 1987      | Growing Pains                                           | Jennifer "Jenny" Foster        |
| 1987-1995 | Bír-lak (Full houseI)                                   | Donna Joe "D.J." Tanner        |
| 1988      | I Say What You Did                                      | Julia Fielding                 |
| 1988      | Growing Pains                                           | Jenny Foster                   |
| 1990      | The All New Mickey Mouse Club                           | D.J. Tanner                    |
| 1990      | Hogyan töltöttem a nyaram                               | Amber Lewis                    |
| 1995      | Sharon's Secret                                         | Sharon                         |
| 1995      | X-Látogatók                                             | Katie English                  |
| 1996      | Cybill                                                  | Hannah                         |
| 1996      | No One Would Tell                                       | Stacy Collins                  |
| 1996      | Kidz in the Wood                                        | Donna                          |
| 1996      | She Cried No                                            | Melissa Connel                 |
| 1997      | NightScream                                             | Drew Summers / Laura Fairgate  |
| 1997      | A kis gézengúz                                          | Millie                         |
| 2001      | Twice in a Lifetime                                     | Rose Hathaway                  |
| 2007      | That’s So Raven                                         | Courtney Dearborn              |
| 2008      | Moonlight and Mistletoe                                 | Holly                          |
| 2009-2012 | Make It or Break It                                     | Summer Van Horne               |
| 2011      | Truth Be Told                                           | Annie Morgan                   |
| 2011      | Can't Get Arrested                                      | Candace                        |
| 2011      | The Heart of Christmas                                  | Megan Walsh                    |
| 2012      | Puppy Love                                              | Megan                          |
| 2013      | Filding Normal                                          | Dr. Elizabeth "Lisa" Lalend    |
| 2013      | Let It Snow                                             | Stephanie Beck                 |
| 2014      | Christmas Under Wraps                                   | Dr. Lauren Brunnell            |
| 2014      | Dancing with the Stars                                  | önmaga                         |
| 2015      | Aurora Teagarden Mystery: A Bone To Pick                | Aurora Teagarden               |
| 2015      | Real Murders: An Aurora Teagarden Mystery               | Aurora Teagarden               |
| 2015      | Just The Way You Are                                    | Jennie                         |
| 2015      | A Christmas Detour                                      | Paige Summerlind               |
| 2015-2016 | The View                                                | önmaga                         |
| 2016      | Three Bedrooms, One Corpse: An Aurora Teagarden Mystery | Aurora Teagarden               |
| 2016      | The Julius House: An Aurora Teagarden Mystery           | Aurora Teagarden               |
| 2016      | Journey Back to Christmas                               | Hanna                          |
| 2016-2020 | Fuller House                                            | D.J. Tanner-Fuller             |
| 2017      | Switched For Christmas                                  | Kate / Chris                   |
| 2017      | Dead Over Heels: An Aurora Teagarden Mystery            | Aurora Teagardem               |
| 2017      | A Bundle of Trouble: An Aurora Teagarden Mystery        | Aurora Teagardem               |
| 2018      | Last Cene Alive: An Aurora Teagarden Mystery            | Aurora Teagardem               |
| 2018      | Reap What You Sew: An Aurora Teagarden Mystery          | Aurora Teagardem               |
| 2018      | Aurora Teagarden Mysteries: The Disappearing Game       | Aurora Teagardem               |
| 2018      | A Shoe Addict's Christmas                               | Noelle Carpenter               |
| 2019      | Aurora Teagarden Mysteries: An Inheritence To Die For   | Aurora Teagardem               |
| 2019      | Christmas Town                                          | Lauren Gabriel                 |

| Évszám | Film                 | Szerep       |
| ------ | -------------------- | ------------ |
| 1987   | Valami kis szerelem  | Cindy Nelson |
| 1988   | Életem a kabaré      | Carrie       |
| 1995   | Monster Mash         | Mary         |
| 2001   | The Krew             | Chief Karls  |
| 2007   | The Wager            | Cassandra    |
| 2015   | Faith of Our Fathers | Cynthia      |

## Díjak és elismerések
| Évszám | Díj                  | Kategória | Jelölt munkája                                  | Eredmény  |
| ------ | -------------------- | --- | ----------------------------------------------- | --------- |
| 1988   | Young Artist Awards  | Kiemelkedő fiatal színész/színésznő televízióban vagy mozifilmben                                                                                                 | Little Spice (más szereplőkkel megosztvaI)      | jelölték  |
| 1988   | Young Artist Awards  | Legjobb vendégszereplés egy televíziós vígjáték sorozatban | Growing Pains (a The long goodbye c. epizódért) | jelölték  |
| 1989   | Young Artist Awards  | Legjobb fiatal színész – szereplés egy televíziós vígjáték sorozatban                                                                                             | Bír-lak                                         | jelölték  |
| 1990   | Young Artist Awards  | Legjobb fiatal színészi szereplés egy vígjáték sorozatban | Bír-lak                                         | jelölték  |
| 1991   | Young Artist Awards  | Legjobb fiatal színészi szereplés egy vígjáték sorozatban | Bír-lak                                         | jelölték  |
| 1992   | Young Artist Awards  | Legjobb fiatal színészi szereplés egy vígjáték sorozatban | Bír-lak                                         | jelölték  |
| 1993   | Young Artist Awards  | Legjobb fiatal színészi szereplés egy vígjáték sorozatban | Bír-lak                                         | jelölték  |
| 1994   | Kid's Choice Awards  | Kedvenc dévés színész | Bír-lak                                         | megnyerte |
| 2016   | Daytime Emmy Awards  | Kiemelkedő egyesült talk show-os szereplés (megosztva: Joy Behar, Michelle Collins, Paula Faris, Whoopi Goldberg, Rosie Perez, Raven-Symoné, and Nicolle Wallace) | The View                                        | jelölték  |
| 2017   | Teen Choice Awards   | Kiválasztott tv színész/komédiás | Fuller House                                    | megnyerte |
| 2017   | Teen Choice Awards   | Kiválasztott tv színész/komédiás (Jodie Sweetin-nel és Andrea Barber-rel együtt)                                                                                  | Fuller House                                    | jelölték  |
| 2018   | Kid's Choi9ce Awards | Kiválasztott tv színész/komédiás | Fuller House                                    | jelölték  |
| 2019   | Kid's Choice Awards  | Kedvenc női tv sztár | Fuller House                                    | jelölték  |
| 2019   | Teen Choice Awards   | Kiválasztott tv színész/komédiás | Fuller House                                    | jelölték  |

## További információ
- Hivatalos oldal
- Candace Cameron Bure a Facebookon
- Candace Cameron Bure a PORT.hu-n (magyarul)
- Candace Cameron Bure az Internetes Szinkronadatbázisban (magyarul)
- Candace Cameron Bure az Internet Movie Database-ben (angolul)
- Candace Cameron Bure a Rotten Tomatoeson (angolul)

## Fordítás
- Ez a szócikk részben vagy egészben  a   Candace Cameron Bure című angol Wikipédia-szócikk ezen változatának fordításán alapul.  Az eredeti cikk szerkesztőit annak laptörténete sorolja fel. Ez a jelzés csupán a megfogalmazás eredetét és a szerzői jogokat jelzi, nem szolgál a cikkben szereplő információk forrásmegjelöléseként.